# Jacques Saintenoy
Jacques Saintenoy (°1895, † 1947) was een Belgisch architect die leefde en werkte in Brussel.

## Leven
Jacques Saintenoy was het oudste kind van architect Paul Saintenoy (°1862, † 1952) en Louise Ponselet (°1873, † 1947).
Hij ontwikkelde onder meer woningen in art-deco-stijl, maar doordat hij leefde in een tijdperk waarin appartementen aan belang wonnen, richtte hij vooral appartementsgebouwen op, meestal in modernistische stijl.
Zijn ontwerp met de grootste maatschappelijke impact was evenwel het naoorlogse station Brussel-Noord, opgetrokken in witte steen van Savonnières, waarvan – sedert de jaren 1970 – de gevel grotendeels verborgen is achter het CCN (Communicatiecentrum Noord). Ingevolge zijn vroegtijdige dood kon Jacques de ingebruikneming (anno 1952) van zijn belangrijkste geesteskind niet meemaken. 
Na zijn overlijden werd de bouw van het station verder geleid door zijn vader alsook door architect Jean Hendrickx van den Bosch.

## Werken (selectie)

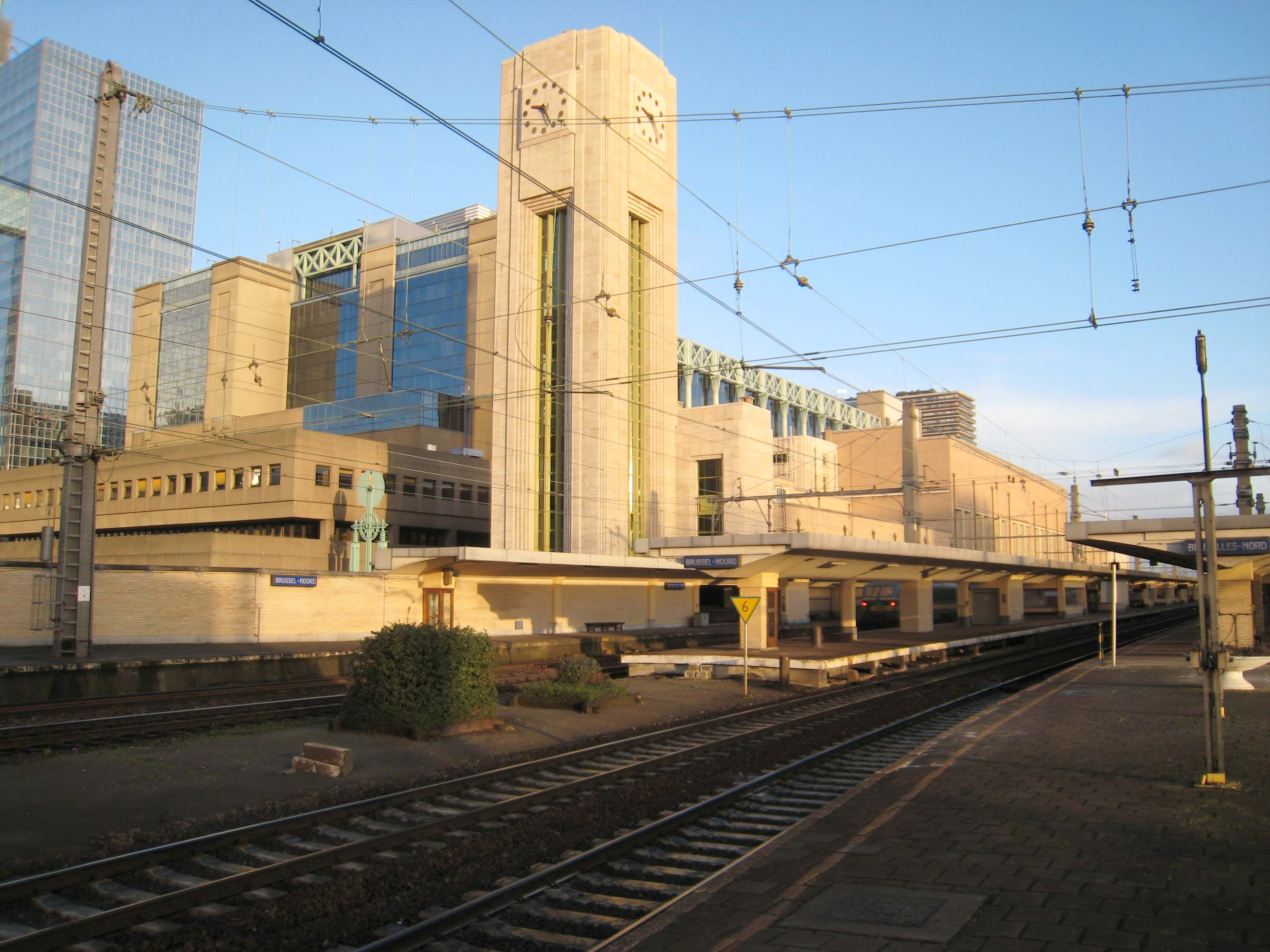
Station Brussel-Noord, met het Communicatiecentrum Noord op de achtergrond.

- 1923: Modernistisch appartementsgebouw (Johannalaan 23-25, Elsene).
- 1924: Herenhuis in art-deco-stijl (Mauricelaan 7, Elsene).
- 1928: Burgerhuis in art-deco-stijl (Franklin Rooseveltlaan 70, Brussel).
- 1928: Huis in art-deco-stijl (Molièrelaan 203, Elsene).
- ~1930–►1947: Project voor de bouw van het Brusselse Noordstation, in klassiek modernistische stijl.
- 1932: Appartementsgebouw in art-deco-stijl (Nachtvlinderslaan 23, Elsene).
- 1935: Appartementsgebouw in art-deco-stijl (Nachtvlinderslaan 29, Elsene).
- 1935-1936: Modernistisch appartementsgebouw (Franklin Rooseveltlaan 34, Brussel, op de hoek met de Johannalaan).
- 1936: Appartementsgebouw in modernistische stijl (Baljuwstraat 44, Elsene).
- 1937: Modernistisch appartementsgebouw (Hoek van de Louizalaan 244 met de Dautzenbergstraat, Brussel.)
- 1937: Modernistische villa (Victorialaan 23, Brussel).
- 1937: Appartementsgebouw (Nachtvlinderslaan 25, Elsene).
- 1938: Appartementsgebouw in modernistische stijl (Tenbosstraat 49, Elsene).
- 1938: Modernistisch appartementsgebouw (Hoek van de Generaal Degaullelaan 25-26 met Lannoystraat 22, Elsene).
- 1939: Appartementsgebouw in modernistische stijl (Simonisstraat 14, 14a, 14b, Sint-Gillis).
- 1941: Woning in modernistische stijl (Dageraadstraat 1b, Brussel).